# Aviron aux Jeux méditerranéens de 2018
Navigation
Mersin 2013
Les épreuves d'aviron des Jeux méditerranéens de 2018 ont lieu à Tarragone, en Espagne, du 28 au 30 juin 2018.

## Podiums
| Épreuves                    | Or                                         | Argent                                 | Bronze                               |
| --------------------------- | ------------------------------------------ | -------------------------------------- | ------------------------------------ |
| Hommes                      |                                            |                                        |                                      |
| Skiff                       | Luca Rambaldi (ITA)                        | Marko Marjanović (SRB)                 | Spyridon Kalentzis (GRE)             |
| Skiff poids légers          | Luka Radonić (CRO)                         | Pedro Fraga (POR)                      | Spyridon Giannaros (GRE)             |
| Deux de couple              | Grèce Stéfanos Doúskos Christos Stergiakas | Slovénie Miha Aljančič Nik Krebs       | Italie Romano Battisti Simone Venier |
| Deux de couple poids légers | Italie Stefano Oppo Pietro Willy Ruta      | Grèce Ioannis Marokos Ninos Nikolaidis | Portugal Dinis Costa Afonso Costa    |
| Femmes                      |                                            |                                        |                                      |
| Skiff                       | Aikaterini Nikolaidou (GRE)                | Kiri Tontodonati (ITA)                 | Virginia Diaz Rivas (ESP)            |
| Skiff poids légers          | Valentina Rodini (ITA)                     | Thomais Emmanouilidou (GRE)            | Natalia Miguel Gomez (ESP)           |

## Tableau des médailles

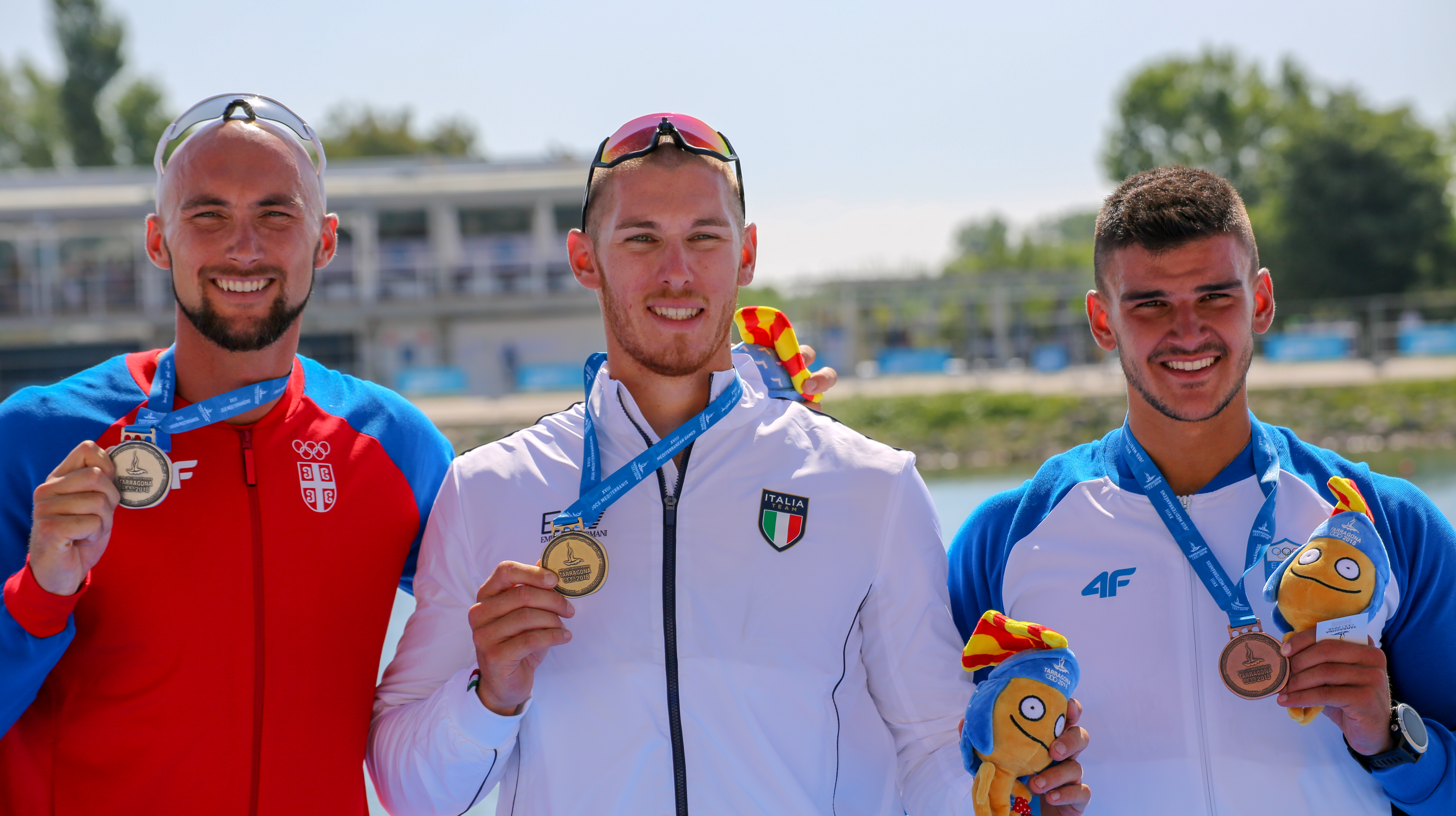
Luca Rambaldi, Marko Marjanović et Spyridon Kalentzis

Pays organisateur
| Rang  | Nation   | Or | Argent | Bronze | Total |
| ----- | -------- | -- | ------ | ------ | ----- |
| 1     | Italie   | 3  | 1      | 1      | 5     |
| 2     | Grèce    | 2  | 2      | 2      | 6     |
| 3     | Croatie  | 1  | 0      | 0      | 1     |
| 4     | Portugal | 0  | 1      | 1      | 2     |
| 5     | Serbie   | 0  | 1      | 0      | 1     |
| 5     | Slovénie | 0  | 1      | 0      | 1     |
| 7     | Espagne  | 0  | 0      | 2      | 2     |
| Total | Total    | 6  | 6      | 6      | 18    |